# Кодекс Брюса
«Кодекс Брюса» или «Брюсов список», также «Бруцианский кодекс» или «Бруцианский сборник» (лат. Codex Brucianus), — древнее произведение коптской литературы. Манускрипт был привезён в 1769 году шотландским путешественником Джеймсом Брюсом из Верхнего Египта в оксфордскую Бодлианскую библиотеку, и поэтому называется его именем.
Только в 1892 году разрозненным сборником занялся германский коптолог Карл Шмидт, который перевёл его на немецкий язык и опубликовал в следующем году. В кодексе Шмидт выделил прежде всего произведение из двух частей, в которых признал две Книги Йеу (Ιεου), упомянутые в другом древнем коптском тексте «Пистис София», затем фрагмент общего характера, относившийся к учениям сетиан или архонтиков, описанных святым Епифанием. Английский перевод сделал Violet MacDermot (1978).
«Книги Йеу» — это «Книга Гносиса невидимого» и «Книга величия Логоса». Обе вышли из философской школы Валентина (II век), обе имеют форму «апокалипсисов» («откровений»):
- первая книга, кроме повествовательной и дидактической части, влагаемой в уста Спасителю, заключает покаянные молитвы падшей Софии и её хвалебные гимны;
- вторая — наставления Иисуса Христа апостолам о средствах достижения центра плеромы, формулы для победы над промежуточными эонами и т. п.[2]